# Ангальт-Бернбург
Ангальт-Бернбург (нем. Anhalt-Bernburg) — немецкое княжество с резиденцией в Бернбурге, существовавшее в 1252—1468 и 1603—1863 годах и принадлежавшее роду Асканиев. Образовалась путём деления княжества Ангальт на три княжества: Ангальт-Ашерслебен, Ангальт-Бернбург и Ангальт-Цербст.
Графство Ангальт было образовано путём наследования старшим сыном герцога Саксонии Бернхарда III, Генрихом I части отцовских владений в 1212 году. В 1213 году он был возведён в княжеское достоинство. В 1252 году Генрих скончался, оставив 5 сыновей, двое из которых избрали духовную карьеру, а трое других разделили Ангальт на 3 части.

## Старшая линия Ангальт-Бернбург
Второй сын Генриха I — Бернхард I (ум. 1286/1287), получил при разделе отцовских владений земли к западу от реки Зале — Бернбург и Балленштедт и основал старшую Бернбургскую линию, существовавшую до 1468 года.
Его сын, князь Бернхард II (ум. 1318), в 1316 году, после угасания рода Ангальт-Ашерслебена унаследовал их титул, хотя сами владения сохранил захвативший их его брат, Альбрехт I, епископ Хальберштадта.
Ветвь угасла в 1468 году после смерти Бернхарда VI, пережившего своего сына и внука, а владения перешли к княжеству Ангальт-Цербст.

## Вторая линия Ангальт-Бернбург
Родоначальником ветви стал Кристиан I (1568—1630), второй сын князя Иоахима Эрнста.
В 1570 году князь Иоахим Эрнст (1536—1586) объединил в своих руках все ангальтские земли. Он издал новые законы для своих владений, положив начало новому государственному устройству этих земель. У него было 7 сыновей, но к моменту смерти в живых остались только пятеро, которые в 1603 году разделили отцовские земли на 5 княжеств. Иоганн Георг I (1567—1618) получил Ангальт-Дессау, Кристиан I (1568—1630) — Ангальт-Бернбург, Август (1575—1653) — Ангальт-Плёцкау, Людвиг (1579—1650) — Ангальт-Кётен, а Рудольф (1576—1621) — Ангальт-Цербст. Сыновья Людвига Ангальт-Кётенского умерли бездетными, а от остальных пошли 4 ветви рода — Дессауская, Бернбургская, Кётенская и Цербстская.
Кристиан I получил при разделе отцовских владений в 1603 году Ангальт-Бернбург, включавший земли к западу от реки Зале. Во время Тридцатилетней войны он поддержал избранного королём Чехии курфюрста Фридриха V Пфальцского, который назначил Кристиана правителем Праги. После поражения в 1620 году Фридриха в битве при Белой Горе Кристиан был вынужден бежать из своих владений, однако после принесения присяги императору владения ему были возвращены.
После смерти Кристиана I в 1630 году его владения были разделены между двумя сыновьями. В 1635 году они поделили страну: Кристиан II (1599—1656) получил Бернбург, а Фридрих (1613—1670) получил Гарцгероде. Линия Гарцгероде угасла после смерти сына Фридриха, Вильгельма (1643—1709), после чего его владения перешли к князьям Ангальт-Бернбурга.
После смерти Кристиана II ему наследовал сын Виктор Амадей (1634—1718). В 1677 году он ввёл право первородства, а в 1709 году унаследовал Гарцгероде и Плёцкау. От его второго сына Лебрехта (1669—1727) пошла линия Ангальт-Бернбург-Шаумбург-Хойм.
Преемником Кристиана II был его старший сын, Карл-Фридрих (умер в 1721 году), передавший правление своему сыну Виктору-Фридриху.
По смерти последнего в 1765 году правление перешло в руки его старшего сына Фридриха Альбрехта (1735—1796), перенёсшего свою резиденцию в Балленштедт. В 1793 году он унаследовал Ангальт-Цербст после угасания местной ветви.
Его сын Алексей Фридрих Кристиан (1767—1834) в 1806 году получил герцогский титул, а в 1807 году примкнул к Рейнскому союзу. В 1817 году он развелся со своей супругой, принцессой Марией Фридерикой Гессен-Кассельской, пользовавшийся известностью в числе русских генералов в 1812—1815 годах. В 1828 году он примкнул к Германскому таможенному союзу. Перед смертью он учредил особый совет для поддержки своего слабого и духом и телом единственного сына Александра Карла (1805—1863).
В 1848 году началась сильная борьба за конституцию, а в 1849 году (в министерство Кросига) последовали не менее бурная реакция и объявление в Бернбурге осадного положения. Наконец, была издана сходная с прусской конституция 28 февраля 1850 года, замененная новою 1 октября 1859 года, однако Александр Карл умер 19 августа 1863 года без наследников, и линия Ангальт-Дессау унаследовала теперь и Бернбург в силу договора о наследовании 1665 года. Таким образом, все ангальтские земли были снова объединены в единое герцогство.

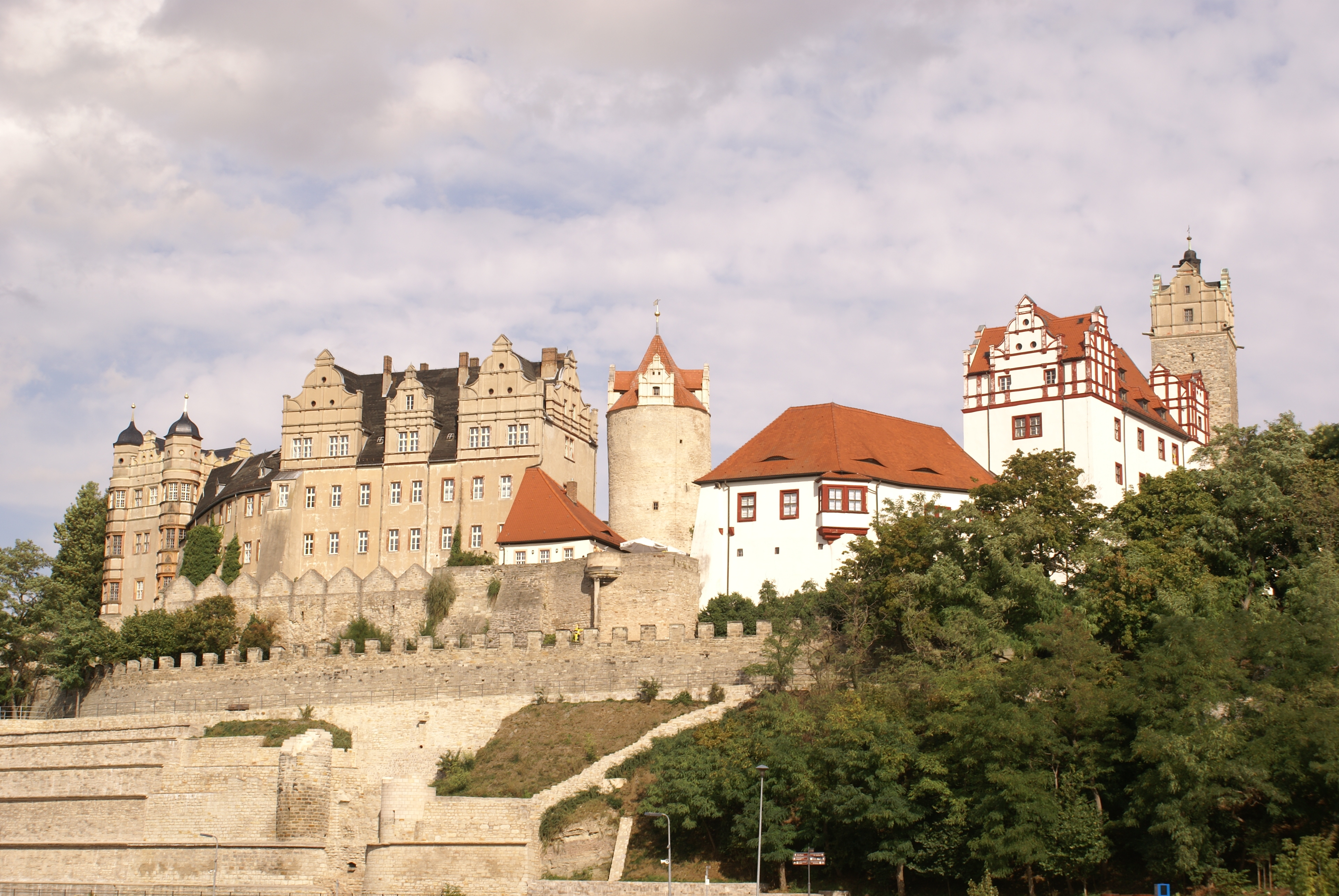
Бернбургский замок
Ангальт-Бернбург (в центре)
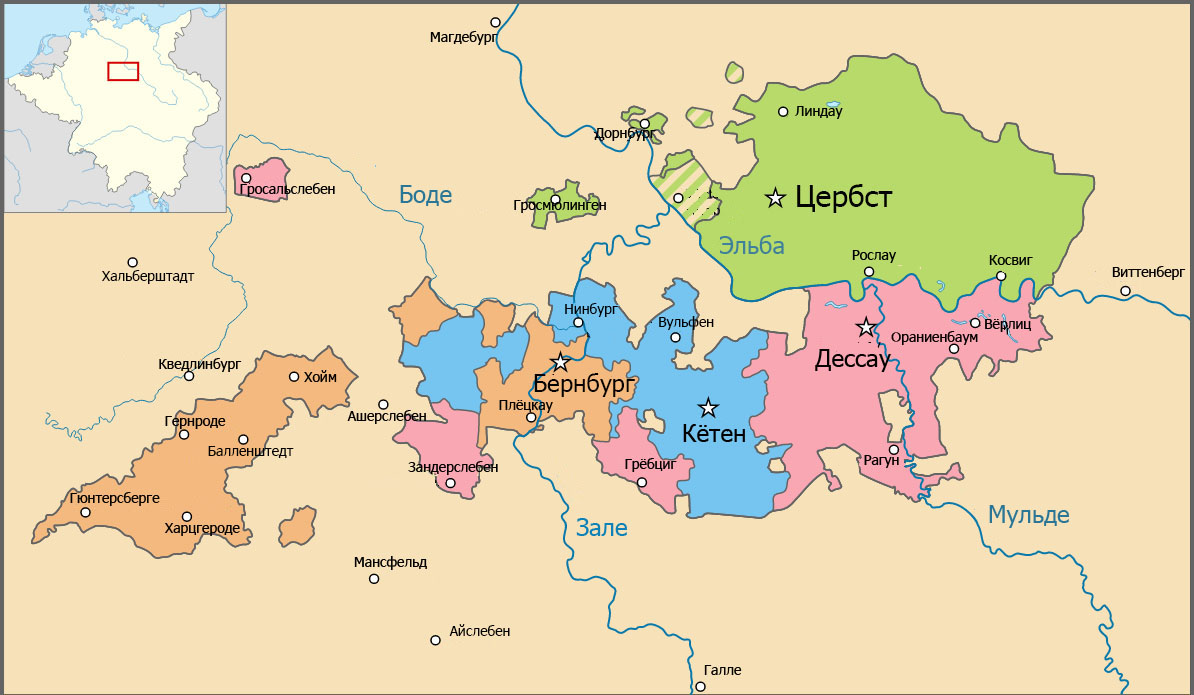
Карта Анхальта, 1793 год